# David Zeisberger
David Zeisberger, född 11 april 1721, död 17 november 1808, var en amerikansk missionär av mähriskt ursprung.

## Biografi
Zeisberger föddes i Mähren och växte upp i Sachsen och studerade senare i London i England, innan han återförenades med sin familj som under tiden hade emigrerat till den mähriska kolonin Savannah i Georgia.
Zeisberger flyttade senare (omkring 1749) till Pennsylvania och arbetade med mission bland de lokala indianstammarna. Hans grundade (omkring 1772) byn Schoenbrunn, den första bebyggelsen i Ohio, som förstördes 1777 under amerikanska revolutionen (men började restaureras 1932). 1781 fängslades han av brittiska militären och tvingades bosätta sig i Canada. Därifrån återvände han 1791 för att grunda staden Goshen i Ohio.
Han stora författarskap omfattar bland annat rättstavningsböcker, uppslagslexikon och historiska verk.
Zeisberger dog 1808 i Goshen.

### Egna verk
- Delaware and English Spelling-Book, Philadelphia 1776
- A Collection of Hymns for the Christian Indians 1803
- Sermons for Children 1803

### Pustumt publicerade manuskript
- Dictionary in German and Delaware, Cambridge 1887
- Essay toward an Onondaga Grammar, Philadelphia 1888
- German and Onondaga Lexicon (7 band)
- Diary of David Zeisberger 1781-1798, Cincinnati, 1888
- två regelböcker i Lenni Lenape-folkets grammatik
- flera samlingar av psalmer och predikningar

### Biografi
E. A. De Schweinitz, The Life and Times of David Zeisberger (1870, nytryck 1971)